# 광합성 유효방사

광합성 유효방사(PAR)는 400~700 nm의 전자기 스펙트럼의 가시광선 부분에 걸쳐 있다.

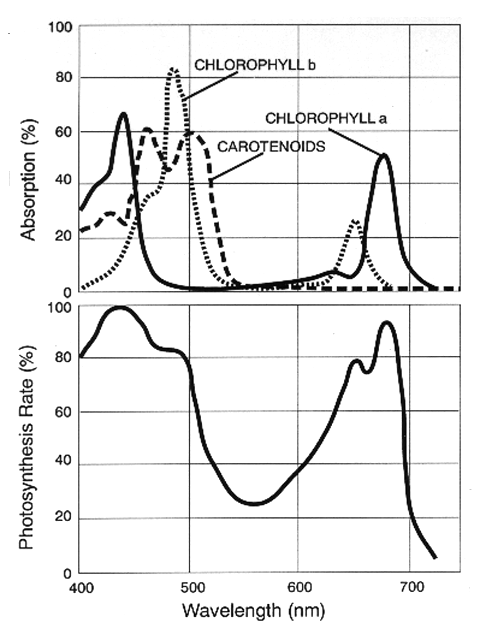
위: 용액에서 추출된 엽록소 a, 엽록소 b 및 카로티노이드의 흡수 스펙트럼. 아래: 분리된 엽록체의 광합성 유효방사(PAR) 작용 스펙트럼(입사 광자당 산소 발생)

광합성 유효방사(光合成有效放射, 영어: photosynthetically active radiation, PAR)는 광합성 생물이 광합성 과정에서 사용할 수 있는 400~700 nm 파장의 태양 복사 스펙트럼 범위(파장대)를 나타낸다. 이 스펙트럼 영역은 사람의 눈에 보이는 빛의 범위와 어느 정도 일치한다. 더 짧은 파장의 광자는 에너지가 너무 커서 세포와 조직에 손상을 줄 수 있지만 대부분 성층권의 오존층에 의해 걸리지는 경향이 있다. 더 긴 파장의 광자는 광합성이 일어날 수 있을 만큼 충분한 에너지를 운반하지 않는다.

## 같이 보기
- 광합성
- 작용 스펙트럼
- 일광 적분
- 물에 의한 전자기 흡수

## 참고 문헌
- Gates, David M. (1980). Biophysical Ecology, Springer-Verlag, New York, 611 p.
- McCree, Keith J (1972a). “The action spectrum, absorptance and quantum yield of photosynthesis in crop plants”. 《Agricultural and Forest Meteorology》 9: 191–216. Bibcode:1971AgMet...9..191M. doi:10.1016/0002-1571(71)90022-7.
- McCree, Keith J (1972b). “Test of current definitions of photosynthetically active radiation against leaf photosynthesis data”. 《Agricultural and Forest Meteorology》 10: 443–453. Bibcode:1972AgMet..10..443M. doi:10.1016/0002-1571(72)90045-3.
- McCree, Keith J. (1981). "Photosynthetically active radiation". In: Encyclopedia of Plant Physiology, vol. 12A. Springer-Verlag, Berlin, pp. 41–55.